# Прича о богаташу и убогом Лазару
Прича о богаташу и убогом Лазару је једна од Исусових прича из Новог завета.
У причи, сироти Лазар умире и њега анђели односе у наручје Абрахамово. А богаташ, који није марио за Лазара доспева у пакао. Прича је забележена само у јеванђељу по Луки (16:19-31).

## Приче
Јеванђеље по Луки даје следећу Исусову причу:

## Тумачења
Име Лазар потиче од хебрејског Елазар (хеб: אלעזר, Elʿāzār), што значи „Бог ми је помоћ“. На латинском језику се богаташ каже dives, па се у многим европским језицима то третира као лично име богаташа из приче. Опис Абрахамовог окриља је традиционално јеврејско веровање које се налази и у легендама рабина. Абрахам се према Библији сматра праоцем Јевреја, па одатле израз: „вратити се у окриље Абрахамово“ значи умрети.
Прича о богаташу и Лазару је јединствена за јеванђеље по Луки и претпоставља се да не потиче из заједничког извора Q. Неки сматрају да ова прича говори о истинитом догађају, док други сматрају да је само још једна од Исусових парабола. У прилог истинитости се наводи да Исус даје име човека, за разлику од других парабола где се једноставно каже „неки човек“. Они који сматрају да је у питању само парабола истичу бројне сличности са другим параболама, као што су преокрет среће, употреба антитезе, и сл.
Ова прича, попут многих других Исусових прича, говори о опхођењу према последњем у друштву. Богаташ је безосећајан за потребе сиромаха, и његово евенутално поштовање закона не може бити надокнада за недостатак милосрђа. Исус непрестано понавља да је божје царство унутар душе а не у закону, насупрот фарисејском поимању.
Прича је била веома популарна у средњем веку и сматрана је истинитом, а не параболом. Лазар из приче је постао свети Лазар, заштитник губаваца. Уобичајено тумачење последње реченице („ако не слушају Мојсија и пророке, неће их придобити ни онај ко васкрсне из мртвих“) се уславном односи на Христово васкрсење.